# Ширнін Леонід Миколайович
Леонід Миколайович Ширнін (нар. 3 лютого 1949) — радянський футболіст, що грав на позиції захисника. Відомий за виступами у командах другої ліги «Автомобіліст» з Житомира, у складі якої був срібним призером чемпіонату УРСР, та луцькому «Торпедо».

## Клубна кар'єра
Леонід Ширнін розпочав виступи в командах майстрів у складі житомирського «Автомобіліста» в 1974 році у другій радянській лізі. У першому ж сезоні в складі команди футболіст став фіналістом Кубка УРСР, який у цей час проводився серед українських команд першої та другої ліг. У 1975 році Леонід Ширнін у складі «Автомобіліста» став срібним призером чемпіонату УРСР, який проводився у рамках зонального турніру серед українських команд другої ліги. У 1977 році Леонід Ширнін розпочав сезон у житомирській команді, перейменованій у «Автомобіліст», проте невдовзі після початку сезону перейшов до іншої команди другої ліги — луцького «Торпедо». У складі цієї команди футболіст став також одним із гравців основного складу, відігравши до кінця сезону 30 матчів у чемпіонаті СРСР. У наступному сезоні турнірне становище команди значно погіршилось, особливо знизилась результативність команди, і тренерський штаб «Торпедо» вирішив спробувати Ширніна на місці центрального нападника. Експеримент вдався, і досвідчений захисник на позиції нападника став кращим бомбардиром команди в сезоні, відзначившись 7 забитими м'ячами у 44 проведених матчах. Проте після закінчення сезону 1978 року Леонід Ширнін закінчив виступи в командах майстрів.

## Досягнення
- Срібний призер Чемпіонату УРСР з футболу 1975, що проводився у рамках турніру в шостій зоні другої ліги СРСР.